# أحمد شوقي فؤاد عاشق يوسف
أحمد شوقي فؤاد عاشق يوسف مواليد 6 مايو 1955 بمدينة قسنطينة، سياسي جزائري عينه رئيس الجمهورية عبد المجيد تبون بحكومة عبد العزيز جراد في منصب وزير العمل والتشغيل والضمان الاجتماعي بالحكومة الجزائرية منذ 2 يناير 2020.
انهيت مهامه الوزارية في 29 يوليو 2020 وبموجب مرسوم رئاسي كلّف الرئيس تبون وزيرة التضامن والأسرة وقضايا المرأة كوثر كريكو بتولّي مهام وزيرة العمل والضمان الاجتماعي بالنيابة.

## نشأته ودراسته

### نشأته
ولد أحمد فؤاد عاشق يوسف بتاريخ 6 مايو 1955 بمدينة قسنطينة.

### دراسته
شهادة دكتوراه في الطب سنة 1980.

## المناصب التي تولاها
تقلد عدة مناصب منها:
- وزير العمل والتشغيل والضمان الاجتماعي بتاريخ 2 يناير 2020.
- مدير عام للصندوق الوطني للضمان الاجتماعي لغير الأجراء من نوفمبر 2014 إلى جانفي 2020.
- مدير مركزي للتشريع والتنظيم للضمان الاجتماعي والتعاضدية الاجتماعية بوزارة العمل والتشغيل والضمان الاجتماعي (سبتمبر 2013-نوفمبر 2014).
- مدير للوكالات الولائية للصندوق الوطني للتأمينات الاجتماعية للعمال الأجراء لكل من ولاية : ميلة، عنابة وسكيكدة (1998-2013).
- مدير الصحة والحماية الاجتماعية بولاية قسنطينة (1997-1994).
- مدير الصحة والحماية الاجتماعية بولاية قالمة 1993-1990.
- مكلف بمشروع المنطقة الصحية للشرق الجزائري 1992-1993.
- طبيب مفتش للصحة بولاية قسنطينة 1990-1989.
- طبيب بالممثلية الجهوية لمنطقة الشرق، بشركة الخطوط الجوية الجزائرية 1988-1983.
- أستاذ متعاقد بقسم علم النفس، جامعة قسنطينة 1982-1980.

### مناصب أخرى
- رئيس المجلس الوطني الاستشاري للتعاضديات الاجتماعية.
- عضو مجلس الإدارة، على مستوى مجمع صيدال.
- رئيس سابق لمجلس الإدارة للديوان الوطني لأعضاء المعوقين الاصطناعية ولواحقها (ONAAPH).
- عضو مجلس الإدارة على مستوى الديوان الوطني لأعضاء المعوقين الاصطناعية ولواحقها.
- عضو مجلس الإدارة، على مستوى المدرسة العليا للضمان الاجتماعي.
- رئيس مجلس التوجيه  لمعهد طب العمل (PRESTIMED).
- خبير على مستوى المجلس الوطني الاقتصادي والاجتماعي (CNES).

### مناصب غير حكومية
- عضو مؤسس في النقابة الوطنية لممارسي الصحة العمومية 1991.
- عضو مؤسس في لجنة المجلس الثقافي لولاية قسنطينة 1995.
- عضو المكتب الوطني للجمعية الجزائرية للتنظيم العائلي 1998-1996.
- رئيس المجلس الإقليمي للجمعية الجزائرية للتنظيم العائلي 1998-1994.